# Elolf (Familienname)
Elolf ist ein Familienname bzw. alt-westgermanische Personenname. Er leitet sich von dem Personennamen Agilulf und seinen Varianten („Agilolf“, „Egilulf“, „Egilolf“, „Egilof“, „Egeloff“ und andere Varianten; abgekürzt: „Agilo“, „Egilo“) ab. 
Elolf kam z. B. in Ostfalen bzw. Niedersachsen in folgenden Varianten vor: Elolf(f), Ehelolf(f), Egnolf(f), Eilholf(f)
Zur Bedeutung siehe unter Agilulf.

## Namensträger
- Hans Ehelolf (1881–1939), deutscher Altertumsforscher und Hethitologe